# 戴维·安布勒
戴维·安布勒（英語：David Ambler，1997年12月4日—），英国男子赛艇运动员。他曾代表英国参加捷克拉奇采举行的2022年世界赛艇锦标赛，获得男子四人单桨无舵手金牌。